# Estación de Setil
La Estación Ferroviaria de Setil es una estación de enlace de las Líneas del Norte y de Vendas Novas, que se sitúa junto a la localidad de Setil, en el ayuntamiento de Cartaxo, en Portugal.

## Características

### Descripción física
En enero de 2011, presentaba seis vías de circulación, con longitudes entre los 346 y los 873 metros; las plataformas tenían 208 a 270 metros de extensión, y 60 y 40 centímetros de altura.

## Historia
El presupuesto de la Compañía Real de los Caminhos de Ferro Portugueses en 1903 proveyó la construcción de esta estación, con el propósito de que se convirtiese en un enlace ferroviario, entre las Líneas del Este y de Vendas Novas.